# Mikasa (książę)
Książę Mikasa (jap. 三笠宮崇仁親王 Mikasa-no-miya Takahito Shinnō; ur. 2 grudnia 1915 w Tokio, zm. 27 października 2016 tamże) – książę japoński, orientalista, archeolog i założyciel japońskiej rodziny cesarskiej Mikasa.

## Zarys biografii
Urodził się jako czwarty syn cesarza Taishō (Yoshihito) i cesarzowej Teimei (Sadako). Do 1935 używał tytułu: „Książę Sumi” (Sumi-no-miya). Zajmował piąte miejsce w sukcesji do japońskiego tronu. Podczas II wojny światowej służył jako oficer w Cesarskiej Armii Japońskiej.
22 października 1941 poślubił Yuriko Takagi. Para miała pięcioro dzieci:
- księżniczkę Yasuko (ur. 1944), która wychodząc 18 grudnia 1966 za mąż za Tadateru Konoe opuściła rodzinę cesarską i utraciła tytuł, przyjmując nazwisko męża
- księcia Tomohito (1946–2012)
- księcia Katsurę (1948–2014)
- księżniczkę Masako (ur. 1951), która wychodząc 14 października 1983 za mąż za Sōshitsu Sena, opuściła rodzinę cesarską i utraciła tytuł, przyjmując nazwisko męża
- księcia Takamado (1954–2002)

Zmarł 27 października 2016 roku.

## Odznaczenia
- Najwyższy Order Chryzantemy
- Pamiątkowy Medal Wstąpienia na Tron Cesarza Hirohito (Japonia)
- Order Słonia (1957, Dania)[4]
- Order Królewski Serafinów (1957, Szwecja)
- Medal 2500-lecia Imperium Perskiego (1971, Iran)
- Krzyż Wielki Orderu Zasługi Republiki Włoskiej (1982, Włochy)[5]